# Hee-Haw
Albums de 
The Birthday Party
Door, Door
(1979) Mutiny/The Bad Seed
(1982)
Hee-Haw est une compilation réunissant les deux premiers albums de The Boys Next Door et The Birthday Party, sorti en 1980 sous les labels Missing Link 4AD, une première fois sous le nom The Boys Next Door en novembre 1979 : l'album de 1979 ne comprend que cinq chansons de l'album compilation réédité en 1981. Après Door Door, The Boys Next Door signent chez Missing Link Records, et prennent Keith Glass comme manager.
Les chansons de l'album Hee Haw EP ont été enregistrés durant les mois de juillet et août aux studios Richmond Recorders à Melbourne.

## 1980
À l'origine de la compilation dont il s'agit ici, le groupe The Boys Next Door sort un single de 5 titres sur le Label indépendant Missing Link en novembre 1979. Précédé des deux singles, Mr Clarinet en mai et The Friend Catcher en octobre, le groupe sort The Birthday Party LP en décembre. The Birthday Party LP reprend toutes les chansons des deux singles de 1980, était prévue pour ne sortit qu'aux États-Unis, mais les ventes ont élargi les ambitions du groupe.

## Tracklisting
1. Mr Clarinet (Nick Cave) - 3:43
2. Happy Birthday (Cave, Rowland S. Howard, Mick Harvey) - 4:00
3. Hats on wrong (Cave) - 2:48
4. Guilt Parade (Howard) - 2:48
5. The Friend Catcher (Cave) - 4:21
6. Waving My Arms (Howard) - 2:16
7. Catman (Gene Vincent, Tex Davis) - 2:28
8. Riddle House (Howard) - 2:47
9. A Catholic Skin (Cave) - 2:29
10. The Red Clock (Howard) - 2:49
11. Faint Heart (Cave) - 2:59
12. Death By Drowning (Howard) - 3:12
13. Hair Shirt (Cave) - 4:04

## Formation
- Nick Cave - chant,
- Rowland S. Howard - guitare, saxophone
- Mick Harvey - orgue, guitare (basse uniquement sur Death By Drowning)
- Tracy Pew - basse, clarinette,
- Phill Calvert - batterie

## Lien Externe
- Paroles des morceaux de The Birthday Party sur le site Nick Cave Online